# Bodajk
Bodajk  este un oraș în districtul Mór, județul Fejér, Ungaria, având o populație de 4.111 locuitori (2011). 

## Demografie
Componența etnică a orașului Bodajk
     Maghiari (97,36%)
     Germani (1,03%)
     Necunoscut (0,66%)
     Alții (0,95%)
Componența confesională a orașului Bodajk
     Romano-catolici (42,01%)
     Fără religie (13,52%)
     Reformați (11,17%)
     Luterani (1,31%)
     Necunoscută (30,92%)
     Alte religii (1,7%)
Conform recensământului din 2011, orașul Bodajk avea 4.111 locuitori. Din punct de vedere etnic, majoritatea locuitorilor (97,36%) erau maghiari, cu o minoritate de germani (1,03%). Apartenența etnică nu este cunoscută în cazul a 0,66% din locuitori. Nu există o religie majoritară, locuitorii fiind romano-catolici (42,01%), persoane fără religie (13,52%), reformați (11,17%) și luterani (1,31%). Pentru 30,92% din locuitori nu este cunoscută apartenența confesională.